# Newton's Apple
《Newton's Apple》은 2014년 2월 27일 발매된 넬의 통산 8집 앨범이자 정규 6집 앨범이다. 지난 2012년, 2013년 발표된 Holding onto Gravity, Escaping Gravity을 잇는 "Gravity Trilogy"(중력 3부작)의 마지막 앨범으로 기존 1부와 2부의 수록곡 10곡과 신곡 11곡을 포함한 총 21곡이 수록되어 있다. 우리가 벗어나려 해도 벗어날 수 없는 중력처럼 그리움과 외로움, 집착과 절망 그리고 꿈, 사랑과 같은 것에 대해 얽매어 눈물 흘리고, 때론 포기하고 결국엔 받아들이는 이야기를 음악으로 풀어내고 싶어 이를 구상했다고 언급했다. 넬의 정규 앨범 중 처음으로 디지팩으로 발매가 되었으며, CD 2장과 김종완이 자필로 쓴 가사집, 일러스트레이터 홍정연이 기획한 삽화집으로 구성되어 있다.

## 수록곡
전체 작곡: 김종완 (CD 1, CD 2 전체 편곡: Nell)
| #   | 제목                    | 작사   | 재생 시간 |
| --- | ----------------------- | ------ | --------- |
| 1.  | 〈Decompose〉           |        | 3:10      |
| 2.  | 〈Fantasy〉             | 김종완 | 3:57      |
| 3.  | 〈타인의 기억〉         | 김종완 | 4:51      |
| 4.  | 〈침묵의 역사〉         | 김종완 | 4:35      |
| 5.  | 〈지구가 태양을 네 번〉 | 김종완 | 4:31      |
| 6.  | 〈Grey zone〉           | 김종완 | 5:30      |
| 7.  | 〈Newton's Apple〉      | 김종완 | 6:07      |
| 8.  | 〈환생의 밤〉           | 김종완 | 5:09      |
| 9.  | 〈소멸탈출〉            | 김종완 | 4:17      |
| 10. | 〈Dear Genovese〉       | 김종완 | 5:10      |
| 11. | 〈Sunshine〉            | 김종완 | 5:37      |

| #   | 제목                     | 작사·작곡 | 재생 시간 |
| --- | ------------------------ | --------- | --------- |
| 1.  | 〈Coin Seller〉          |           | 2:32      |
| 2.  | 〈백야〉                 | 김종완    | 3:54      |
| 3.  | 〈Holding onto Gravity〉 | 김종완    | 3:56      |
| 4.  | 〈Blue〉                 | 김종완    | 3:11      |
| 5.  | 〈Boy-X〉                | 김종완    | 4:22      |
| 6.  | 〈Ocean of Light〉       | 김종완    | 5:00      |
| 7.  | 〈Perfect〉              | 김종완    | 4:32      |
| 8.  | 〈Burn〉                 | 김종완    | 4:40      |
| 9.  | 〈Haven〉                | 김종완    | 5:41      |
| 10. | 〈Walk Out.〉            |           | 1:20      |

## 특징
이 앨범은 이전의 앨범과 비교했을 때 밴드적 사운드가 부각되는 것에 초점이 맞춰졌다. 기타, 베이스, 드럼이 잘 들리는 음악을 만들고자 곡마다 보컬과 악기의 밸런스가 맞춰졌고 동물적 감각에 의존한 단순한 사운드를 냈다. 김종완은 "베이직으로 돌아가고자 하는 욕구가 강했다. 보컬 비중이 너무 크면, 다른 악기가 죽어야 하는 문제가 있어서 보컬은 밴드 사운드 안쪽에 밀어넣으려고 애를 썼다"라고 했다. 또한 멤버들은 이번 앨범에서의 기타의 비중이 커졌다며, 이재경은 “기타로 치되, 기타가 아닌 악기로 들리게 하는 전략은 여전히 유효하다. 항상 어떤 악기의 선율도 기타로 표현해 보고 싶은 마음이 있는데, 가장 중요한 건 그 곡에 어울리는 연주를 하는 것”이라고 했다.

## 사연 및 가설
- 팬들 사이에서 이 앨범은 '사과 앨범' 등으로 불린다.
- 앨범 발매 전 열린 취재진을 대상으로 한 비공개 음악감상회에서 믹싱이 전혀 안된 3곡을 제외한 8곡이 가제를 달고 들려졌다. 기사에 따르면 〈Fantasy〉, 〈타인의 기억〉, 〈침묵의 역사〉, 〈환생의 밤〉의 가제는 각각 'Deeper', 'Insane', 'Trees', 'Lean on me'이다.[1] 가제가 제목으로 굳혀진 곡은 〈지구가 태양을 네번〉이 유일하다.[2]
- 〈Decompose〉는 넬 인트로 개념이 들어간 곡이다. 처음에 녹음실에서 신디사이저로 만들기 시작해서 곡의 아웃라인을 잡고 80% 정도 만드는 데까지 한 시간 정도 걸렸다고 한다. 김종완은 이 앨범을 문을 열 수 있는 인트로를 보컬 없이 만들었으면 좋겠다는 의도로 작정을 하고 만들었다며 제목을 이와 같이 정한 이유로는 "우리가 가지고 있는 모든 곡들은 어떻게 보면 가장 큰 주제를 주제 안에서 여러 개로 나누어 놓은 것이다. 그래서 '주제를 하나씩 분해해보자'라는 생각을 하게 되었다"라고 했다.
- 〈Fantasy〉는 넬이 1년 정도 작업한 곡으로 꽤 오랜만에 기타라인, 베이스라인, 드럼라인이 뚜렷하게 잡힌 곡을 작업했다고 한다. 이재경은 "이렇게 기타가 많이 나오고 복잡한 페이지들은 앨범에 담는 믹스 단계에서 힘들다. 이 곡 같은 경우엔 버전도 굉장히 많고 이번 앨범에 실리지 않았을 수도 있는데 다행히 마지막 편곡이 잘 나와서 실리게 되었다."라고 했다.
- 〈타인의 기억〉은 떠올리려고 해도 어떤 상황이 아닌 기억에 대한 느낌만 남아있는 것 같은 기분에서 시작된 곡이다. 이정훈은 "처음 김종완이 이 곡을 들고 와서 합주실에서 작업을 하는데 되게 신났다"며 "굉장히 오래전부터 있어왔던 밴드음악처럼 느껴져서 우리가 밴드라는 걸 다시 한번 느끼게 해준 노래인 것 같다"라 했다. 이 앨범에서 이재경이 가장 좋아하는 곡이다.[3]
- 〈침묵의 역사〉는 사운드적인 면에선 처음부터 굉장히 심플하게 편곡하고자 하는 의도대로 진행된 곡이다. 피아노, 일렉 기타, 베이스, 드럼 위주로 작업했고 특히 드럼 같은 경우엔 마이크를 3개만 써서 녹음해서 가운데서만 소리가 나오고 그 때문에 굉장히 중심을 잘 잡아주는 편이다. 가사적인 면에서는 'Silence is violence'라는 문장에서 시작을 해서 '상대방에게 말을 하지 않고 감정을 숨기고 혼자 오해를 하는 것이 나중에는 더 큰 폭력으로 다가오겠다'라는 생각으로 쓰게 됐다고 한다.
- 〈지구가 태양을 네번〉은 앨범 작업이 마무리되고 있을 즈음 완성된 곡이다. 그 당시 이미 타이틀곡이 어느 정도 확정된 상태였으나 김종완이 "이 멜로디가 며칠 동안 떠나질 않아. 이거 해야할 것 같아"라며 통기타를 들고와서 멤버들에게 들려줬고, 멤버들은 '이거는 할 수 밖에 없겠다'라는 생각이 들어 바로 작업을 시작했다고 한다. 원래는 한 프로(3시간 30분) 이상을 드럼 튜닝과 톤을 잡는 것에 투자하는데, 이 곡은 굉장히 급하게 진행되어서 한 프로만에 드럼을 다 만들고 녹음을 했다고. 김종완은 "내 생각과 전혀 다르게 나왔는데, 정재원의 해석이 너무 마음에 들었고 결과적으로 굉장히 만족스럽게 나왔다"라고 언급했다. 결국 원래 있던 타이틀곡은 앨범에 실리지도 않았다고 한다.
- 〈Coin Seller〉는 김종완이 2012년 Holding onto Gravity 발매 당시 "이번 앨범에서는 보컬과 다른 악기가 제외된 버전으로 수록됐지만 3부에 완곡으로 선보이겠다"라고 약속했으나 결과적으로 3:1의 다수결로 Holding onto Gravity 버전이 수록되었다. 이에 대해 넬은 "그 시기가 지나니 그 느낌이 아닌 것 같다. 다시 작업한 노래가 〈Coin Seller〉라는 느낌보단 다른 느낌이 들어 결과상 그렇게 됐다"라고 말했다. 이정훈은 트위터를 통해 "아쉽지만 다른 버전은 다음에 어떤 식으로든 들려주고 싶다"[4] 라 말했고, 팬들은 이를 보고 곡에 '고인셀러'라는 별명을 붙였다.

## CREDITS

### NEWTON'S APPLE
- 프로듀서 : 넬
- 작사, 작곡 : 김종완
- 편곡, 연주 : 넬
- 스트링 편곡 : 김종완, Asher Park
- Violin : 심상원, 이현웅, 박친희, 손아롱, 김지윤, 신고운
- Viola : 원소명, 임진아
- Cello : 임은진, 이서연
- 레코딩 : 임승현 @Ark Studio / 강효민, 이원경 @Brickwall Sound Studio at 성신대학교
- 믹싱 : Dr, Ko, 김종완 @Musicabal Studio
- 마스터링 : John Davis @Metropolis Studio London, Tom Coyne @Sterling Sound.
- 총괄 프로듀서 : 이중엽
- 마케팅 디렉터 : 이지영
- A&R : Jaden Jeong, 김정렬, 류지인, 박정진
- 매니지먼트 : 이영준, 이훈석, 류거남, 이정우, 김대석, 김선호, 정세희, 서우영, 김정표, 조혜원, 전형철, 장우혁, 이성호
- 어카운팅 디렉터 : 이지영
- 어시스트 어카운팅 : 김수윤, 조혜림, 최은지, 김은주
- 해외 비지니스 : 김진하
- 아티스트 개발팀 : 배준철, 방미란
- 팬 마케팅 : 정은주, 김나연
- 미디어 : 김순영
- 스타일리스트 : 이미석
- 헤어&메이크업 : 서일주 @칼라빈
- 일러스트레이터&앨범 디자인 : 홍정연
- 웹 디자인 : 백서영
- 웹 마스터 : 송한
- 인쇄 : 투데이아트

### Holding onto Gravity
- 백야 스트링 편곡 : 박인영
- Holding onto Gravity 스트링 편곡 : 김종완, Asher Park
- 스트링 : 융 스트링
- 추가 피아노 : 장지원
- 레코딩 : 임승현 @Ark Studio /  강효민, 이원경 @Brickwall Sound Studio at 성신대학교
- 손영덕 @파이널 미디어 스튜디오, 김일호 @참꽃 스튜디오
- 믹싱 : Dr, Ko, 김종완 @Musicabal Studio
- 믹싱 어시스트 : 이경수 @참꽃 스튜디오
- 마스터링 : John Davis @Metropolis Studio London

### Escaping Gravity
- 레코딩 : 임승현 @Ark Studio /  강효민, 이원경 @Brickwall Sound Studio at 성신대학교
- 손영덕 @파이널 미디어 스튜디오, 김일호 @참꽃 스튜디오
- 믹싱 : Dr, Ko, 김종완 @Musicabal Studio
- 믹싱 어시스트 : 이경수 @참꽃 스튜디오
- 마스터링 : John Davis @Metropolis Studio London, Tom Coyne @Sterling Sound.